# Jack Mower
Jack Mower (Honolulu, 5 settembre 1890 – Hollywood, 6 gennaio 1965) è stato un attore statunitense.

## Filmografia parziale
- The Return of Jack Bellew, regia di Robert Thornby - cortometraggio (1914)
- Buffalo Jim, regia di Ulysses Davis - cortometraggio (1914)
- Anne of the Mines, regia di Ulysses Davis - cortometraggio (1914)
- The Choice, regia di Ulysses Davis - cortometraggio (1914)
- Ann, the Blacksmith, regia di Ulysses Davis - cortometraggio (1914)
- The Level, regia di Ulysses Davis - cortometraggio (1914)
- Everything Against Him, regia di Ulysses Davis - cortometraggio (1914)
- Miss Jackie of the Navy, regia di Harry A. Pollard (1916)
- The Devil's Assistant, regia di Harry Pollard (1917)
- The Girl Who Couldn't Grow Up, regia di Harry A. Pollard (1917)
- Miss Jackie of the Army, regia di Lloyd Ingraham (1917)
- Molly Go Get 'Em, regia di Lloyd Ingraham (1918)
- Jilted Janet, regia di Lloyd Ingraham (1918)
- Ann's Finish, regia di Lloyd Ingraham (1918)
- Il predone di Megdelane (The Millionaire Pirate), regia di Rupert Julian (1919)
- Short Skirts, regia di Harry B. Harris (1921)
- The Rowdy, regia di David Kirkland (1921)
- Silent Years, regia di Louis J. Gasnier (1921)
- La corsa al piacere (Manslaughter), regia di Cecil B. DeMille (1922)
- La coppia ideale (Saturday Night), regia di Cecil B. DeMille (1922)
- Il terremoto (The Shock), regia di Lambert Hillyer (1923)
- The Lost Express, regia di J.P. McGowan (1925)
- La capanna dello zio Tom (Uncle Tom's Cabin), regia di Harry A. Pollard (1927)
- Gli amori di Susanna (The Affair of Susan), regia di Kurt Neumann (1935)
- The Cherokee Strip, regia di Noel M. Smith (1937)
- Occidente in fiamme (Gold Is Where You Find It), regia di Michael Curtiz (1938)
- Il ritorno del dottor X (The Return of Doctor X), regia di Vincent Sherman (1939)
- The Monroe Doctrine, regia di Crane Wilbur - cortometraggio (1939)
- Saturday's Children, regia di Vincent Sherman (1940)
- Il circo insanguinato (The Wagons Roll at Night), regia di Ray Enright (1941)
- Agguato ai tropici (Across the Pacific), regia di John Huston (1942)
- Notte di bivacco (Cheyenne), regia di Raoul Walsh (1947)
- Disperato amore (Deep Valley), regia di Jean Negulesco (1947)
- La sposa rubata (John Loves Mary), regia di David Butler (1949)
- L'ultima sfida (Fort Worth), regia di Edwin L. Marin (1951)
- La maschera di fango (Springfield Rifle), regia di André De Toth (1952)
- It Happens Every Thursday, regia di Joseph Pevney (non accreditato) (1953)
- Non è peccato (Ain't Misbehavin'), regia di Edward Buzzell (1955)